# Хорхе Олгин
Хорхе Марио Олгин (на испански: Jorge Mario Olguín) е бивш аржентински футболист, играещ на позицията защитник. Част е от 3 шампионски отбора на Примера Дивисион, носител на Копа Либертадорес и на Световната купа през 1978 г. След пенсионирането си като играч е мениджър на редица футболни клубове.

## Кариера
Започва кариерата си през 1971 г. в Сан Лоренцо, където играе 8 години, участва в над 240 мача и печели три титли в тогавашните формати Метрополитано (1972 г.) и Насионал (1972 г. и 1974 г.).
През 1978 г. е включен в националния отбор и участва в домакинстваното от Аржентина Световно първенство. Доброто му представяне на турнира води до продажбата му на Индепендиенте, където се конкурира извество време с Педро Монсон за място в титулярния състав.
На Световното първенство по футбол в Испания 1982 г. Олгин отново е в състава на националния отбор, но представянето на Аржентина е незадоволително и тя е отстранена във втори кръг.
През 1983 г. печели единствения си трофей с Индепендиенте – Метрополитано, завършвайки с една точка преди стария си клуб, Сан Лоренцо. През 1984 г. Олгин е продаден на Архентинос Хуниорс, където печели още две титли в национални първенства. През 1985 г. помага на Архентинос да спечели своята първа и единствена победа в Копа Либертадорес. Играе с този отбор до отказването си от футбола през 1988 г.
За трите клуба в които играе Олгин има около 530 срещи и 53 гола както и 60 мача с националния отбор, повечето от които като титуляр.
След оттеглянето си като играч Олгин става мениджър, като отговаря за различни отбори в Аржентина, Япония и Коста Рика, включително Архентинос Хуниорс, Алмагро, Депортиво Еспаньол, Ависпа Фукуока, Депортиво Саприса, и др.